# Oberndorf bei Weikertschlag
Oberndorf bei Weikertschlag ist eine Ortschaft und eine Katastralgemeinde der Stadtgemeinde Raabs an der Thaya im Bezirk Waidhofen an der Thaya im niederösterreichischen Waldviertel mit 75 Einwohnern (Stand 1. Jänner 2024).

## Geografie
Das im Mühlgraben liegende Dorf befindet sich rechts der Mährischen Thaya und wird von der Landesstraße 52 erschlossen. aus der im Ort die L59 abzweigt. Am 1. April 2020 umfasste die Ortschaft 39 Adressen.
Die unmittelbar rechts an der Thaya situierten Häuser samt der Ruine Weikertschlag liegen bereits in der Katastralgemeinde Weikertschlag.

## Geschichte
Möglicherweise wurde der Ort als Ansiedlung im Schutz der Burg ein paar Jahrzehnte vor Weikertschlag gegründet. Als dann die Verhältnisse immer beengter wurden, gründete man den Ort neu, übertrug auch den Ortsnamen auf die neue Siedlung und nannte den alten, oberhalb liegenden Ort sodann Oberndorf. Das würde auch die vielen Gutshöfe des sonst eher bedeutungslosen Ortes erklären.
Laut Adressbuch von Österreich waren im Jahr 1938 in Oberndorf ein Bäcker, ein Brunnenbauer, zwei Gastwirte ein Schmied, zwei Schneider, ein Schuster, ein Tischler und mehrere Landwirte ansässig. Zudem gab es beim Ort eine Ziegelei.

## Siedlungsentwicklung
Zum Jahreswechsel 1979/1980 befanden sich in der Katastralgemeinde Oberndorf bei Weikertschlag insgesamt 55 Bauflächen mit 29.687 m² und 45 Gärten auf 38.433 m², 1989/1990 gab es 57 Bauflächen. 1999/2000 war die Zahl der Bauflächen auf 74 angewachsen und 2009/2010 bestanden 64 Gebäude auf 126 Bauflächen.

## Bodennutzung
Die Katastralgemeinde ist landwirtschaftlich geprägt. 303 Hektar wurden zum Jahreswechsel 1979/1980 landwirtschaftlich genutzt und 74 Hektar waren forstwirtschaftlich geführte Waldflächen. 1999/2000 wurde auf 306 Hektar Landwirtschaft betrieben und 73 Hektar waren als forstwirtschaftlich genutzte Flächen ausgewiesen. Ende 2018 waren 297 Hektar als landwirtschaftliche Flächen genutzt und Forstwirtschaft wurde auf 74 Hektar betrieben. Die durchschnittliche Bodenklimazahl von Oberndorf bei Weikertschlag beträgt 39,9 (Stand 2010).